# Corymorpha groenlandica
Corymorpha groenlandica is een hydroïdpoliep uit de familie Corymorphidae. De poliep komt uit het geslacht Corymorpha. Corymorpha groenlandica werd in 1876 voor het eerst wetenschappelijk beschreven door Allman. 